# Combralhas

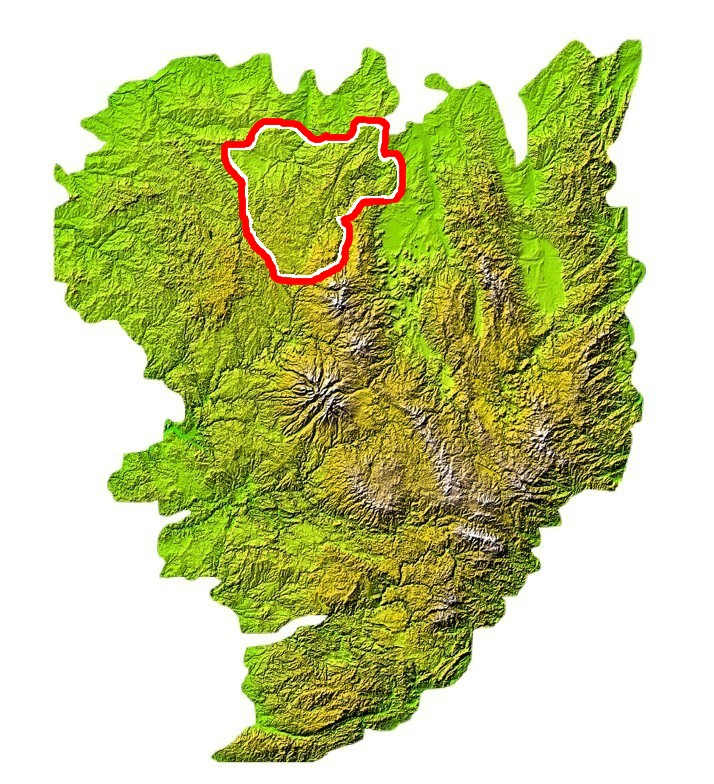
Situació de Combrailles al Massís Central

Les Combrailles (o la Combraille) (Combralha o las Combralhas en occità) és un territori situat a cavall dels departaments del Puy-de-Dôme, de l'Alier (a la regió d'Alvèrnia) i de la Cruesa (a la regió del Llemosí) i que forma part del Massís Central. Una Parçan o «comarca» de l'Occitània segons la partició proposada per Frederic Zégierman.
La població actual s'estima entre 40 i 50 mil habitants.
El nom del territori prové del gal comboro, que significa confluent, en al·lusió a la confluència dels rius Tardes i Voueize i del Cher. Les Combrailles també són travessades pel riu Sioule.

## Municipis importants de les Combralhas
- Allier
  - Marcillat-en-Combraille
  - Montluçon
- Cruesa
  - Auzances
  - Chambon-sur-Voueize
  - Évaux-les-Bains
- Puy-de-Dôme
  - Chapdes-Beaufort
  - Châteauneuf-les-Bains
  - Giat
  - Les Ancizes-Comps
  - Manzat
  - Montaigut
  - Montel-de-Gelat
  - Pontaumur
  - Saint-Éloy-les-Mines
  - Saint-Georges-de-Mons
  - Saint-Gervais d'Auvergne